# Kobenz
Kobenz är en ort och kommun i distriktet Murtal i förbundslandet Steiermark i Österrike.
Kommunen har 2 082 invånare (2024) och består av sju orter (Ortschaften) (inom parentes invånarantal 1 januari 2024):

- Hautzenbichl (381)
- Kobenz (780)
- Neuhautzenbichl (190)
- Oberfarrach (121)
- Raßnitz (241)
- Reifersdorf (183)
- Unterfarrach (186)